# 1 Dywizja Piechoty Gwardii (Imperium Rosyjskie)

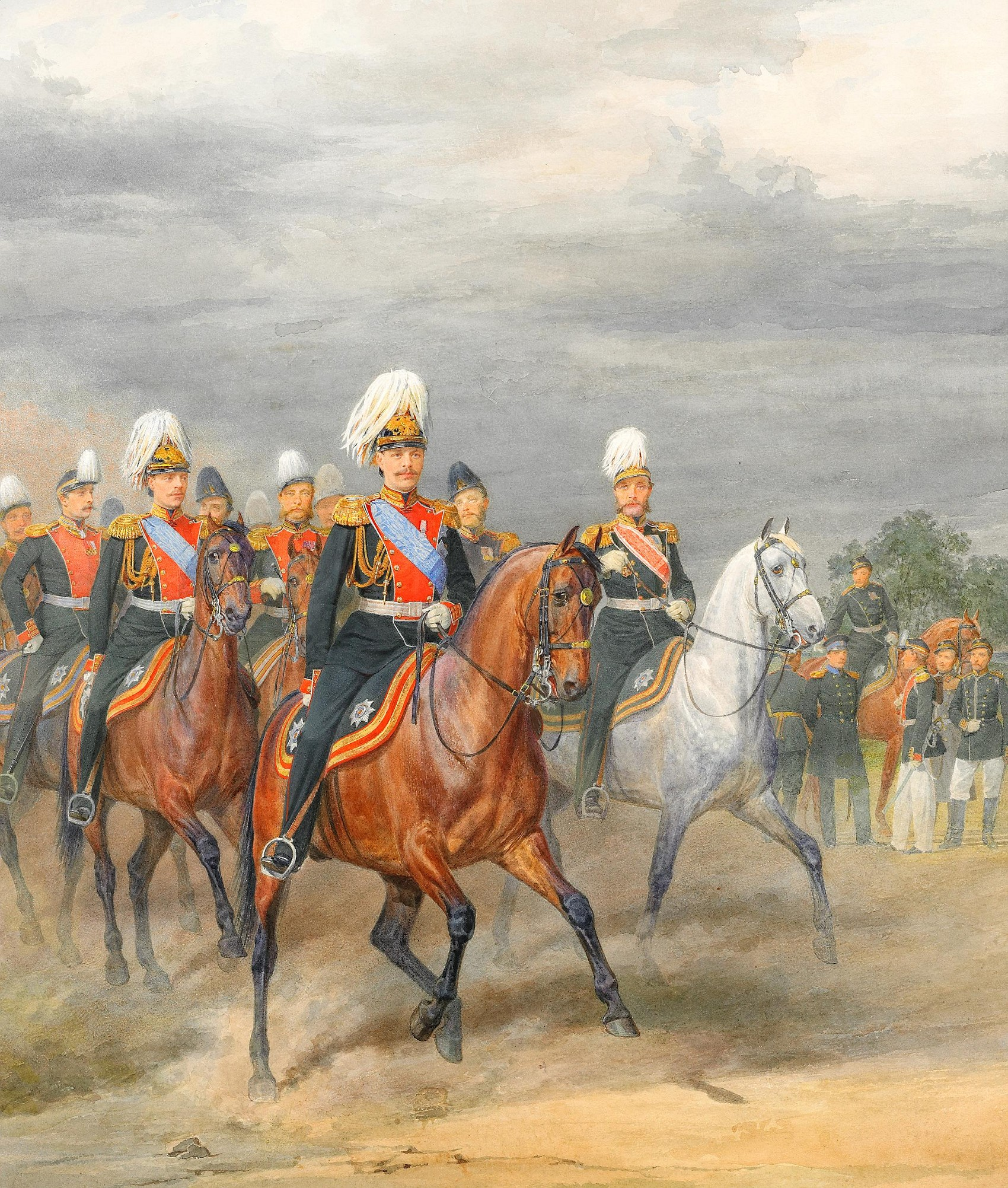
Oficerowie 1 DP Gwardii

1 Dywizja Piechoty Gwardii (ros. 1-я гвардейская пехотная дивизия) – związek taktyczny piechoty Gwardii Imperium Rosyjskiego.
Dyslokacja:  Sankt Petersburg, Fontanka.

## Struktura organizacyjna
Organizacja w 1914
- 1 Brygada:
  - Lejb-Gwardyjski Preobrażeński Pułk Jego Wysokości
  - Lejb-Gwardyjski Siemionowski Pułk
- 2 Brygada:
  - Lejb-Gwardyjski Izmaiłowski Pułk
  - Lejb-Gwardyjski Pułk Jegrów
- 1 Lejb-Gwardyjska Brygada Artylerii